# Daniel McFadden
Pour les articles homonymes, voir McFadden.
Daniel L. McFadden est un économétre américain, né le 29 juillet 1937. Il reçoit en 2000, avec James Heckman, le Prix de la Banque de Suède. Le jury a récompensé son apport aux théories et méthodes de l'analyse des choix discrets. Il est actuellement professeur à l'université de Berkeley.
McFadden naît à Raleigh en Caroline du Nord. Il obtient un Bachelor de Science en physique à l'âge de 19 ans à l'Université du Minnesota puis un PhD en sciences du comportement (économie) en 1962.  En 1964, il intègre l'Université de Berkeley en Californie, et focalise ses recherches sur les comportements de choix, et sur les liens entre la théorie économique et les mesures économiques. En 1975, il est récompensé par la médaille John Bates Clark. En 1977, il se rend au Massachusetts Institute of Technology, mais retourne à Berkeley en 1991 car le MIT n'avait pas de département de statistiques. Après son retour, il fonde le laboratoire d'économétrie, qui est dévoué à l'informatique statistique appliqué à l'économie.